# La Llacuna
La Llacuna è un comune spagnolo di 836 abitanti situato nella comunità autonoma della Catalogna.